# Zamfarai emberrablás
A zamfarai emberrablás (vagy jangebei emberrablás) 279, 10 és 17 év közötti lány elrablása volt a Kormányzati Tudományos Lány Középiskolánál, ami egy internátus Nigéria Zamfara államában Jangebében (más néven Dengebében). A támadásra 2021. február 26-án került sor. A diákokat banditák rajtaütésében vitték el, és 2021. március 2-án szabadultak ki.
Az incidens Nigériában a második iskolai emberrablás volt 2021. februárjában, három hónap alatt pedig a harmadik, melyeknek összesen 633 áldozata volt. Kilenc nappal korábban a kagarai emberrablásban legalább 42 áldozatot hurcoltak el egy iskolából Niger államból. 2020 decemberben 344 iskolás fiút raboltak el Katsina államban.

## Előzmények
Elég megszokottá vált, hogy váltságdíj reményében iskolásokat ejtenek túszul Nigériában. Felfegyverzett bűnözői csoportok, akiket a nigériai kormány gyakran hív banditáknak, a külföldiek és a gazdag üzletemberek helyett iskolásokat és szegényeket rabolnak el. Mivel a legtöbb ember kész fizetni azért, hogy megmentse a gyermekeit, ez biztos bevételi forrást biztosít a csoportoknak. Gyermekek alkalmazása biztosítja, hogy jobban odafigyelnek a csoportokra, valamint a kormány nem alkalmaz túl kemény válaszlépéseket. A legjelentősebb ilyen emberrablások közé tartozik a Boko Haram dzsihadista csoport 2014-es chiboki iskolai emberrablása. 2011 és 2020 között Nigéria 18 millió amerikai dollárt költött váltságdíjra, ennek többségét az évtized második felében. Egy másik iszlamista csoport, az Iszlám Állam Nyugat-Afrikai Tartománya is foglalkozik.
Kilenc nappal az incidens előtt, február 17-én legalább 42 embert (köztük 27 tanulót, 3 tanárt és 9 családtagot) elraboltak, és 1 diákot megöltek Nigéria Niger államában egy kagarai állami iskolában történt rajtaütés alatt. A kagarai összetűzés áldozatait február 27-én engedték szabadon.

## Emberrablás
A rajtaütés akkor kezdődött a Kormányzati Tudományos Lány Középiskolánál, mikor 2021. február 26-án 01:00 körül nagyjából 100 felfegyverkezett támadó érkezett az iskolához. Helyi lakosok szerint a támadók több órán keresztül az iskolában voltak, mielőtt elmentek volna a lányokkal. A hírek szerint a támadók rajta ütöttek egy közeli katonai táboron és biztonsági ellenőrző is, nehogy a katonák közbe tudjanak avatkozni a rajtaütéskor. Állítólag több emberrabló is a biztonsági erők ruháját viselte. A fegyveresek elzárták az iskolába bevezető útvonalakat, ezzel akadályozva meg, hogy az éber civilek vagy a rendőrök közbe tudjanak avatkozni. Az nem világos, hogy a támadók hogyan közlekedtek. Pár szemtanú szerint a banditák pick-upokkal és motorokkal jöttek, míg mások szerint gyalog érkeztek. A fegyveresek a levegőbe lőttek. Az nem világos, hogy ennek a helyi lakosság megfélemlítése volt a célja, vagy ütközet közben lőttek. Az ágyak alá és a mosdóba menekülve mintegy 50 diáknak sikerült megszökni az emberrablóktól. A diákokat az emberrablók a közeli Dangulbi erdőbe vitték, amiről köztudott volt, hogy sok bűnszervezet rejtőzik ott. Az emberrablásért még egyik csoport sem vállalta a felelősséget. Az Amnesty International szerint a történtek háborús bűncselekménynek számítanak.
Az egyik diák később elmondta, hogy az emberrablók arra kényszerítették őket, hogy köveken és tüskéken járjanak, vigyék ezeket, miközben a fegyvereikkel ütötték őket, és azzal fenyegették őket, hogy lelövik, és így érték el, hogy haladjanak.
Eredetileg arról szóltak a hírek, hogy 317 lányt raboltak el. Azonban később Zamfara állam szóvivője, Sulaiman Tanau Anka elmondta, hogy több lány az iskolát körülvevő közeli bokrokba futott a támadás idején, a támadók pedig 279 lányt raboltak el.

## Következmények
Az állami rendőrség bejelentette, hogy kutató-mentő akciót indítanak, és már katonai illetve civil kontingenst küldtek Jangebebe, hogy a lányok után kutassanak. Minden internátust bezártak Zamfara államban, a Tanárok Nigériai Uniója és a Nigériai Diákok Nemzeti Szövetsége (NANS) azt állította, készültek az iskolák lezárásával. Jangebe lakosai az emberrablás után úttorlaszokat készítettek, és botokkal valamint kövekkel támadtak rá a beérkező autókra. A Daily Trust riportereinek el kellett hagynia a területet, miután az egyiküket eltalálta egy a helyiek által bedobott, az ablakon átjutó kő.
Muhammadu Buhari az elrablást „inhumánusnak és teljesen elfogadhatatlannak” nevezte, és hozzátette, hogy az ő kormánya „nem fogja hagyni magát a banditák által zsarolni magát, akik nagy váltságdíj reményében ártatlan iskolásokat rabolnak el.” Azonnal elrendelte, hogy az állam repüléstilalmi övezet lett,  2021. március 2-án pedig betiltott minden bányászati tevékenységet. Bello Matawalle, Zamfara állam kormányzója azt mondta, „mindenkit szeretnék afelől biztosítani, hogy mindent megteszünk drága tanulóink megmentése érdekében.” Az esetet a UNICEF és a Save the Children élesen elítélte..

## A diákok szabadon engedése
„ „Alhamdulillah! Felvidítja a szívemet, hogy bejelenthetem, a GGSS Jangebe diáklányait szabadon engedték a fogságból."”

–  Bello Matawalle, az állam kormányzójának tweet-részlete.

2021. március 2-án Bello Matawalle, az állam kormányzója Twitteren bejelentette, hogy a lányokat szabadon engedték,és most az állam fővárosában, Gusauban kormányzati felügyelet alatt várják, hogy ismét találkozhassanak a családjaikkal. Az állam szóvivője tisztázta, hogy minden lány visszatért már, és vigyáznak rájuk. A hírek szerint a hatóságok kapcsolatban vannak a banditákkal, de Matawalle azt állította, nem fizettek váltságdíjat a szabadon engedésükért. Abutu Yaro rendőrparancsnok azt mondta, a kormányzat által támogatott békefolyamat vezetett a lányok szabadon engedéséhez. Sok forrás azt állítja, hogy „bűnbánó banditákat” kerestek fel, hogy lépjenek kapcsolatba egykori társaikkal, hogy így tárgyalják meg a kiszabadulás részleteit. A lányok többségén a kiszabadulásukkor nem volt semmilyen sérülés, de 12 tanulót kórházba kellett szállítani. Sokaknak volt lábbaja, mert meztelen lábfejjel kellett járniuk. Mindenki orvosi vizsgálaton esett át.
Muhammadu Buhari azt mondta, „örül,, hogy a megpróbálttatásaik véget értek, és nem volt semmilyen incidens.” A szabadulásuk híre pedig „mérhetetlen boldogsággal töltötte el.” Azt is kitweetelte, hogy a Nigériai Fegyberes Erők és a rendőrség tovább kutat az emberrablók után. Az ENSZ a diákok mielőbbi rehabilitációjára szólított fel.
2021-március 3-án átadási ünnepséget szerveztek. Eközben összecsapások alakultak ki a szülők és a biztonsági erők között, mert a szülők az éj leszállta előtt haza akarták vinni a gyermekeket, és felmérgesítette őket, a kormány oldalán mennyi beszédet tartottak. Azt mondták, éjjel már nem biztonságosak az utak. A hivatalnokok viszont ragaszkodtak egy formális átadáshoz. A biztonsági erők tüzet nyitottak és könnygázt vetettek be, mert erre a tömeg válaszul kövekkel dobálta meg a hivatalnokokat. Megtámadtak egy konvojt is, mely a regionális parlament elnökét, Nasiru Mu'azu Magaryát szállította. Az így kialakult tülekedésben három embert meglőttek, közülük egyet súlyosan. Néhány helybeli azt mondta, összesen 4 embert öltek meg. Yaro tagadta, hogy az ő emberei lőttek volna a szülőkre, és az ilyen híreszteléseket álhírnek nevezte. Az incidens hatására Zamfara kormánya az éj leszálltától hajnal hasadtáig kijárási tilalmat rendelt el, mert szerinte szükség volt erre „a béke megszegésének megakadályozásához”. A hatóságok bezáratták a város boltjait is, mert „komoly összefüggést találtak” azzal m kapcsolatban, hogy az ilyen helyek vonzzák a bűnözőket. Az állam szóvivője az incidenst „szerencsétlen polgári rendbontásnak” nevezte.